# Copa del Emperador 1995
La 75.ª Copa del Emperador (第75回天皇杯全日本サッカー選手権大会 Dai 75-kai Tennōhai Zennihon Sakkā Senshuken Taikai?) fue la edición 1995 de dicha competición de fútbol, la más antigua de Japón. El torneo comenzó el 3 de diciembre de 1995 y terminó el 1 de enero de 1996.
El campeón fue Nagoya Grampus Eight, tras vencer en la final a Sanfrecce Hiroshima. De esta manera, el conjunto de la capital de la prefectura de Aichi dio la vuelta olímpica por primera vez. Por lo mismo, disputó la Supercopa de Japón 1996 ante Yokohama Marinos, ganador de la J. League 1995, y clasificó a la Recopa de la AFC 1996-97.

## Desarrollo
Fue disputada por 32 equipos, y Nagoya Grampus Eight ganó el campeonato.

## Equipos participantes

### J. League
- Kashima Antlers
- Urawa Red Diamonds
- JEF United Ichihara
- Kashiwa Reysol
- Verdy Kawasaki
- Yokohama Marinos
- Yokohama Flügels
- Bellmare Hiratsuka
- Shimizu S-Pulse
- Júbilo Iwata
- Nagoya Grampus Eight
- Gamba Osaka
- Cerezo Osaka
- Sanfrecce Hiroshima

### Hokkaidō
- Universidad de Sapporo

### Tōhoku
- Brummel Sendai

### Kantō
- Tokyo Gas
- Toshiba
- Universidad de Tsukuba
- Fujitsu
- Universidad Komazawa

### Hokushin'etsu
- Hokuriku Electric Power

### Tōkai
- Honda F.C.
- Nippon Denso
- Seino Transportation

### Kansai
- Kyoto Purple Sanga
- Universidad Hannan
- Vissel Kobe

### Chūgoku
- Universidad de Hiroshima

### Shikoku
- Otsuka FC Vortis Tokushima

### Kyūshū
- Fukuoka Blux
- Tosu Futures

## Resultados

### Primera ronda
| Equipo 1                   | Resultado  | Equipo 2                 |
| -------------------------- | ---------- | ------------------------ |
| Yokohama Marinos           | 3–2        | Honda F.C.               |
| Fujitsu                    | 2–5        | Fukuoka Blux             |
| Cerezo Osaka               | 2–0        | Universidad Hannan       |
| Tokyo Gas                  | 0–1        | Kashima Antlers          |
| Júbilo Iwata               | 5–1        | Universidad de Hiroshima |
| Vissel Kobe                | 2–0        | Shimizu S-Pulse          |
| Yokohama Flügels           | 3–2 (t.s.) | Tosu Futures             |
| Kyoto Purple Sanga         | 1–2        | Nagoya Grampus Eight     |
| Urawa Red Diamonds         | 2–0        | Universidad de Sapporo   |
| Toshiba                    | 1–2        | Kashiwa Reysol           |
| Gamba Osaka                | 3–1        | Hokuriku Electric Power  |
| Brummel Sendai             | 2–1        | JEF United Ichihara      |
| Bellmare Hiratsuka         | 3–0        | Nippon Denso             |
| Universidad Komazawa       | 2–3        | Sanfrecce Hiroshima      |
| Seino Transportation       | 0–2        | Universidad de Tsukuba   |
| Otsuka FC Vortis Tokushima | 0–1        | Verdy Kawasaki           |

### Segunda ronda
| Equipo 1               | Resultado | Equipo 2             |
| ---------------------- | --------- | -------------------- |
| Yokohama Marinos       | 0–1       | Fukuoka Blux         |
| Cerezo Osaka           | 1–2       | Kashima Antlers      |
| Júbilo Iwata           | 0–2       | Vissel Kobe          |
| Yokohama Flügels       | 1–4       | Nagoya Grampus Eight |
| Urawa Red Diamonds     | 1–0       | Kashiwa Reysol       |
| Gamba Osaka            | 4–1       | Brummel Sendai       |
| Bellmare Hiratsuka     | 0–1       | Sanfrecce Hiroshima  |
| Universidad de Tsukuba | 0–4       | Verdy Kawasaki       |

### Cuartos de final
| Equipo 1            | Resultado  | Equipo 2             |
| ------------------- | ---------- | -------------------- |
| Fukuoka Blux        | 2–3        | Kashima Antlers      |
| Vissel Kobe         | 0–2        | Nagoya Grampus Eight |
| Urawa Red Diamonds  | 1–2 (t.s.) | Gamba Osaka          |
| Sanfrecce Hiroshima | 1–0        | Verdy Kawasaki       |

### Semifinales
| Equipo 1        | Resultado | Equipo 2             |
| --------------- | --------- | -------------------- |
| Kashima Antlers | 1–5       | Nagoya Grampus Eight |
| Gamba Osaka     | 1–2       | Sanfrecce Hiroshima  |

### Final
| Equipo 1             | Resultado | Equipo 2            |
| -------------------- | --------- | ------------------- |
| Nagoya Grampus Eight | 3–0       | Sanfrecce Hiroshima |

| 1 de enero de 1996, 14:00 (UTC+9) | Nagoya Grampus Eight        | 3:0 (1:0) | Sanfrecce Hiroshima | Estadio Nacional, Tokio         |                                 |
|                                   | Ogura 18', 52' · Hirano 53' | Reporte   |                     | Asistencia: 47.021 espectadores | Asistencia: 47.021 espectadores |

|                                          |
| Bandera de Prefectura de Aichi           |
| Campeón Nagoya Grampus Eight 1.er título |